# Staflinus crinitus
Staflinus crinitus är en flockblommig växtart som beskrevs av Constantine Samuel Rafinesque. Staflinus crinitus ingår i släktet Staflinus och familjen flockblommiga växter. Inga underarter finns listade i Catalogue of Life.